# Pseudarcopagia disculus
Pseudarcopagia disculus är en musselart som först beskrevs av Gérard Paul Deshayes 1855.  Pseudarcopagia disculus ingår i släktet Pseudarcopagia och familjen Tellinidae. Inga underarter finns listade i Catalogue of Life.